# 立陶宛財政部
立陶宛共和國財政部是立陶宛政府的一個部門，負責制定實施有效的公共財政政策、確保國家宏觀經濟穩定及發展、輔導金融業發展、管理公共資金及歐盟援助款，並由財政部長代表立陶宛出席經濟和金融事務委員會等國際金融組織。這些政務都受《立陶宛憲法》、總統與總理公布的法令、國會通過的法律授權、施行。現任立陶宛財政部長為金塔爾·薩卡萊特。

## 歷任部長
立陶宛民主勞工黨
  立陶宛農民與綠人聯盟
  祖國聯盟－立陶宛基督教民主黨
  立陶宛社會民主黨
  無黨籍
| 財政部長 | 財政部長                                   | 財政部長                     | 財政部長                            | 財政部長       | 財政部長       | 財政部長 |
| 次序     | 姓名                                       | 政黨                         | 內閣                                | 任期           | 任期           | 任期     |
| 次序     | 姓名                                       | 政黨                         | 內閣                                | 上任日期       | 卸任日期       | 任期天數 |
| -------- | ------------------------------------------ | ---------------------------- | ----------------------------------- | -------------- | -------------- | -------- |
| 1        | 羅穆爾達斯·西科爾斯基斯 （1926年－1997年） | 無黨籍                       | 卡濟梅拉·布倫斯基恩內閣             | 1990年1月17日  | 1991年1月10日  | 358天    |
| 2        | 羅穆爾達斯·西科爾斯基斯 （1926年－1997年） | 無黨籍                       | 阿爾貝塔斯·希梅納斯內閣             | 1991年1月10日  | 1991年1月13日  | 3天      |
| 3        | 埃爾維拉·亞尼那·庫內維切恩 （1939年生）    | 祖國聯盟                     | 第一次格季米納斯·瓦格諾柳斯內閣     | 1991年2月13日  | 1992年7月21日  | 555天    |
| 4        | 奧德留斯·米塞維丘斯 （1959年生）           | 無黨籍                       | 亞歷山德拉斯·阿比沙拉內閣           | 1992年7月21日  | 1992年12月17日 | 149天    |
| 5        | 愛德華達斯·維爾克利斯 （1936年－2012年）   | 無黨籍                       | 布羅尼斯洛瓦斯·盧比斯內閣           | 1992年12月17日 | 1993年3月31日  | 104天    |
| 6        | 愛德華達斯·維爾克利斯 （1936年－2012年）   | 無黨籍                       | 阿道法斯·什萊扎維丘斯內閣           | 1993年3月31日  | 1995年2月10日  | 681天    |
| 7        | 維陶塔斯·艾諾里斯 （1930年－2019年）       | 立陶宛民主勞工黨             | 阿道法斯·什萊扎維丘斯內閣           | 1995年2月10日  | 1996年3月19日  | 403天    |
| 8        | 阿爾吉曼塔斯·克里茲納烏斯卡斯 （1958年生） | 無黨籍                       | 勞里納斯·斯坦科維丘斯內閣           | 1996年3月19日  | 1996年12月10日 | 266天    |
| 9        | 羅蘭達斯·馬蒂里奧斯卡斯 （1967年生）       | 無黨籍                       | 第二次格季米納斯·瓦格諾柳斯內閣     | 1996年12月10日 | 1997年2月3日   | 55天     |
| 10       | 阿爾戈爾達斯·謝米塔 （1962年生）           | 無黨籍                       | 第二次格季米納斯·瓦格諾柳斯內閣     | 1997年2月19日  | 1999年6月10日  | 841天    |
| 11       | 約納斯·連吉納斯 （1956年生）               | 無黨籍                       | 第一次羅蘭達斯·帕克薩斯內閣         | 1999年6月10日  | 1999年11月11日 | 154天    |
| 12       | 維陶塔斯·杜德納斯 （1937年生）             | 祖國聯盟                     | 第一次安德留斯·庫比柳斯內閣         | 1999年11月11日 | 2000年11月9日  | 365天    |
| 13       | 約納斯·連吉納斯 （1956年生）               | 無黨籍                       | 第二次羅蘭達斯·帕克薩斯內閣         | 2000年11月9日  | 2001年7月12日  | 245天    |
| 14       | 達利婭·格里包斯凱特 （1956年生）           | 無黨籍                       | 第一次阿爾吉爾達斯·布拉藻斯卡斯內閣 | 2001年7月12日  | 2004年4月30日  | 1023天   |
| 15       | 阿爾吉爾達斯·布特凱維丘斯 （1958年生）     | 立陶宛社會民主黨             | 第一次阿爾吉爾達斯·布拉藻斯卡斯內閣 | 2004年5月4日   | 2004年12月14日 | 224天    |
| 16       | 阿爾吉爾達斯·布特凱維丘斯 （1958年生）     | 立陶宛社會民主黨             | 第二次阿爾吉爾達斯·布拉藻斯卡斯內閣 | 2004年12月14日 | 2005年5月14日  | 151天    |
| 17       | 吉格曼塔斯·巴爾齊季斯 （1953年生）         | 立陶宛社會民主黨             | 第二次阿爾吉爾達斯·布拉藻斯卡斯內閣 | 2005年7月18日  | 2006年7月18日  | 365天    |
| 18       | 吉格曼塔斯·巴爾齊季斯 （1953年生）         | 立陶宛社會民主黨             | 格迪米納斯·基爾基拉斯內閣           | 2006年7月18日  | 2007年5月16日  | 302天    |
| 19       | 里曼塔斯·薩季烏斯 （1960年生）             | 立陶宛社會民主黨             | 格迪米納斯·基爾基拉斯內閣           | 2007年5月16日  | 2008年12月9日  | 573天    |
| 20       | 阿爾戈爾達斯·謝米塔 （1962年生）           | 無黨籍                       | 第二次安德留斯·庫比柳斯內閣         | 2008年12月9日  | 2009年6月30日  | 203天    |
| 21       | 因格麗達·希莫尼特 （1974年生）             | 無黨籍                       | 第二次安德留斯·庫比柳斯內閣         | 2009年7月3日   | 2012年12月13日 | 1259天   |
| 22       | 里曼塔斯·薩季烏斯 （1960年生）             | 立陶宛社會民主黨             | 阿爾吉爾達斯·布特凱維丘斯內閣       | 2012年12月13日 | 2016年6月15日  | 1280天   |
| 23       | 拉莎·巴格季迪 （1960年生）                 | 立陶宛社會民主黨             | 阿爾吉爾達斯·布特凱維丘斯內閣       | 2016年6月23日  | 2016年12月13日 | 173天    |
| 24       | 維柳斯·沙波卡 （1978年生）                 | 立陶宛農民與綠人聯盟         | 薩烏留斯·思科威爾內里內閣           | 2016年12月13日 | 2020年12月11日 | 1459天   |
| 25       | 金塔爾·薩卡萊特 （1981年生）               | 祖國聯盟－立陶宛基督教民主黨 | 因格麗達·希莫尼特內閣               | 2020年12月11日 | 現任           | 1563天   |

## 外部連結
- 官方网站 （立陶宛文）（英文）